# Despărțirea în silabe (limba română)
Regulile limbii române de despărțire în silabe expuse mai jos se referă la silabisirea ortografică și nu la cea fonetică. Pentru aceasta din urmă a se vedea articolul despre silabe.

## Scop
Scopul silabisirii ortografice se limitează la limba scrisă, și constă în punerea unui text într-o formă estetică și ușor de citit. În special cuvintele lungi care nu încap la sfârșitul rândului generează prin trecerea lor în întregime la rândul următor fie spații goale mari (la alinierea pe ambele părți a textului) fie rânduri prea scurte (la alinierea pe o singură parte). Soluția constă în tăierea convenabilă a cuvântului la limitele dintre silabe și, prin folosirea unei cratime care indică acest lucru, trecerea restului de silabe pe rândul următor.
Regulile și recomandările privind despărțirea în silabe reprezintă o combinație de reguli fonetice, morfologice și recomandări de natură ergonomică, estetică, etc.

## Reguli și recomandări
| I. | Regula generală și obligatorie a despărțirii în silabe a cuvintelor în limba română este interzicerea lăsării la sfârșit de rând sau la început de rând a unei secvențe lipsite de o vocală propriu-zisă. |

| II. | Reguli bazate pe pronunțare. Se aplică drept reguli unice în toate cuvintele simple și în majoritatea derivatelor cu sufixe; sunt tolerate în cuvintele compuse, în derivatele cu prefixe și în unele derivate cu sufixe, precum și în grupurile de cuvinte legate prin cratimă (a se vedea totuși și recomandările de la final). |

| 1. | În succesiunea a două vocale propriu-zise despărțirea se face între cele două vocale: Gra-al, a-e-ri-an, a-ici, a-or-tă, a-u-zi; be-hă-it, lin-gă-ul; bo-re-al, a-le-e, de-ic-tic, le-o-nin, le-ul; u-ri-aș, pom-pi-er, fi-in-ță, fa-ni-on, ca-fe-gi-ul; hu-ru-it, pâ-râ-ul; cro-at, po-et, cro-im, al-co-ol, o-ul; po-lu-a-re, con-ti-nu-ă, du-et, hă-lă-du-ind, a-fec-tu-os, con-ti-nuu; ke-ny-an, dan-dy-ul etc. |

| 2. | În succesiunea vocală + semivocală + vocală despărțirea se face înaintea semivocalei: a-ce-ea, tă-iat, ploa-ie, du-ios, ro-iul; gă-oa-ce; ro-ua, stea-ua, no-uă, tă-iai, vo-iau, le-oai-că etc. |

|  | Observație. În succesiunea vocală + semivocală + semivocală + vocală despărțirea se face înaintea primei semivocale: cle-ioa-să, cre-ioa-ne etc. |

| 3. | În succesiunea vocală + semivocală + consoană despărțirea se face înaintea consoanei: mai-că, boj-deu-că, pâi-ne, doi-nă, lu-poai-că etc. |

| 4. | Dacă există o singură consoană între vocale despărțirea se face înaintea consoanei: a-bil, re-ce, ve-cin, po-diș, a-fiș, le-ge, le-gic, o-lea-că, lu-nă, soa-re, ca-să, ra-zei etc. |

|  | Observații: |

| a. | Grupurile de litere ch, gh (urmate de e sau i) notează câte o singură consoană; de aceea, cuvintele în care apar se despart în silabe conform regulii enunțate: u-re-che, a-chi-tat, le-ghe, o-ghial etc. |

| b. | Litera x notează întotdeauna două consoane (fie cs, fie gz); din punctul de vedere al despărțirii în silabe este însă tratată ca o singură unitate, iar cuvintele în care apare se despart tot conform acestei reguli: a-xă, e-xa-men etc. |

| 5. | În cazul grupurilor de două consoane situate între vocale despărțirea se face |

| a. | în majoritatea situațiilor, între cele două consoane: ic-ni, tic-sit, ac-tiv, caf-tan, mul-te, în-ger, lun-git, un-gher, în-ghi-ți, mun-te, cap-să, as-cet, is-che-mi-e, as-chi-mo-di-e, as-tăzi etc. |

|  | Observație. Cuvintele care conțin consoane duble se despart tot după regula de mai sus: for-tis-si-mo, wat-tul, în-nop-ta, in-ter-regn. |

| b. | înaintea întregului grup consonantic |

| - | dacă prima consoană este b, c, d, f, g, h, p, t sau v, iar a doua consoană este l sau r: o-blo-ni, o-braz, a-cla-ma, a-cru, Co-dlea, co-dru, a-fla, A-fri-ca, a-glu-ti-nant, a-gro-nom, pe-hli-van, po-hrib, su-plu, cu-pru, a-tlet, pa-tru, e-vla-vi-e, co-vrig etc. |

| - | în cazul succesiunilor de litere sh, th, ts, tz din cuvinte neadaptate: fla-shul, ca-thar-sis, jiu-ji-tsu, kib-bu-tzuri etc. |

| 6. | În cazul grupurilor de trei consoane situate între vocale despărțirea se face |

| a. | în majoritatea situațiilor, între prima și a doua consoană a grupului: ob-ște, fil-tru, lin-gvist, cin-ste, con-tra, vâr-stă, as-pru etc. |

| b. | între a doua și a treia consoană, în cazul grupurilor lpt, mpt, mpț, ncș, nct, ncț, ndv, rct, rtf și stm: sculp-tor, somp-tu-os, re-demp-ți-u-ne, linc-șii, punc-taj, punc-ți-e, sand-vici, arc-tic, jert-fă, ast-ma-tic etc. |

|  | Observație. La această listă pot fi adăugate grupuri ca ldm, lpn, ltc, ndc, nsl, nsr, nsv, ntl, rbț, rgș, rtb, rtc, rth, rtj, rtm, rtp, rts, rtț, rtv, stb, stc, std, stf, stl, stn, stp, sts, stt, stv întâlnite numai în cuvinte pentru care despărțirea după a doua consoană este justificată de regulile bazate pe analiza morfologică: feld-ma-re-șal, alt-ce-va, fi-ind-că, trans-la-tor, trans-re-nan, trans-va-za, sa-vant-lâc, ab-sorb-ți-e, târg-șor, port-ba-gaj, port-har-tă, port-jar-ti-er, port-man-tou, port-pe-ri-e, port-sa-bi-e, port-ți-ga-ret, port-vi-zit, post-be-lic, post-cal-cu-la-ți-e, post-di-lu-vi-an, ast-fel, post-lu-diu, post-no-mi-nal, post-pu-ne, post-sin-cro-ni-za, post-to-nic, post-ver-bal. |

| 7. | În cazul grupurilor de patru sau cinci consoane situate între vocale despărțirea se face |

| a. | de obicei, între prima și a doua consoană a grupului: con-struc-tor, mon-stru etc. |

| b. | foarte rar, între a doua și a treia consoană a grupului: tung-sten, ang-strom, horn-blen-dă, pentru că grupurile de consoane gst, nbl sunt foarte neobișnuite și greu de pronunțat în limba română. |

|  | Observații: |

| 1. | La această listă se pot adăuga și grupuri ca bstr, nsgr, ptspr, rtdr, rtsc, stpr, stsc, stșc întâlnite numai în cuvinte pentru care despărțirea după a doua consoană se justifică și prin regulile morfologice: abs-tract, trans-gre-sa, opt-spre-ze-ce, port-dra-pel, port-scu-lă, post-pran-di-al, post-sce-ni-um, post-șco-lar. |

| 2. | Un caz de despărțire între a treia și a patra consoană este vârst-nic, care cade însă sub incidența regulilor morfologice. |

| III. | Reguli bazate pe analiza morfologică |

| 1. | În cuvintele compuse din cuvinte întregi, elemente de compunere sau fragmente de cuvinte, în derivatele cu prefixe și în unele derivate cu sufixe (derivate de la teme terminate în grupuri consonantice cu sufixe care încep cu o consoană) se preferă despărțirea în silabe care ține seama de elementele constitutive atunci când cuvântul este analizabil sau măcar semianalizabil: |

| a. | compuse: ar-te-ri-o-scle-ro-ză, alt-un-de-va, ast-fel, ci-ne-ma-scop, de-spre, feld-ma-re-șal, port-a-vi-on, watt-me-tru etc. |

|  | Observație. Când se confundă într-o singură literă ultimul sunet al primului termen și primul sunet — identic cu precedentul — al termenului următor, în compusele formate dintr-un element greco-latin și un cuvânt cu existență independentă în limba română despărțirea se face în favoarea acestuia din urmă: om-or-ga-nic, top-o-no-mas-ti-că; în compusele formate din două elemente greco-latine se acordă, în general, prioritate ultimului element: bi-op-si-e, mi-o-pi-e. |

| b. | derivate cu prefixe: an-or-ga-nic, dez-e-chi-li-bru, in-e-gal, într-a-ju-to-ra-re, ne-spri-ji-nit, ne-sta-bil, ne-stră-mu-tat, sub-li-ni-a etc. |

|  | Observații: |

| 1. | Conform regulii generale nu se separă prefixe monoconsonantice ca r- din ralia sau s- din spulbera. |

| 2. | Când se confundă într-o singură literă ultimul sunet al prefixului și primul sunet — identic cu precedentul — al rădăcinii despărțirea se face acordându-se prioritate rădăcinii: tran-scri-e, ultr-a-lu-min. |

| 3. | Adeseori despărțirea în silabe a cuvintelor compuse sau a derivatelor cu prefixe după regulile morfologice coincide cu cea după regulile fonetice: bu-nă-vo-in-ță, in-to-le-ra-bil, pre-fa-bri-cat, re-a-ni-ma, su-pra-a-glo-me-rat etc. |

| c. | derivate cu sufixe: sa-vant-lâc, stâlp-nic, târg-șor, vârst-nic etc. |

| 2. | De asemenea, în măsura în care nu se poate evita despărțirea, se preferă despărțirea după elementele constitutive la grupurile ortografice în care cratima leagă două sau mai multe cuvinte: dintr-un (față de din-tr-un), fir-ar (față de fi-r-ar), într-ân-sa (față de în-tr-ân-sa) etc. |

|  | Observații: |

| a. | în aceste situații cratima are o funcție ortografică dublă, ceea ce se poate întâmpla și atunci cînd despărțirea după regulile morfologice coincide cu cea după regulile fonetice, ca în du-te, du-cân-du-se, vă-zân-du-mă etc. |

| b. | Conform regulii generale nu se separă cuvinte reduse la o consoană, ca s- din s-a, -l din dându-l, la o semivocală, ca i- din i-a, sau la o consoană + i semivocalic, ca mi- din mi-a. |

| IV. | Situații în care nu se face despărțirea la capăt de rând |

| 1. | Nu se despart în rânduri diferite: |

| - | cuvintele compuse din abrevieri literale: UNESCO (nu: U-NES-CO); |

| - | abrevierile unor formule curente: a.c., ș.a.m.d.; |

| - | numeralele ordinale notate prin cifre (romane sau arabe) urmate de formantul specific: (al) XVI-lea, a 5-a. |

| 2. | Se recomandă evitarea despărțirii și în cazul: |

| - | silabelor inițiale și, mai ales, finale constituite dintr-o singură vocală, întrucît despărțiri ca a-er, vi-a, e-ră, li-ce-e, i-re-al, su-i, o-mis (corecte conform regulilor fonetice) sau dând-o, las-o, zis-a (corecte conform regulilor morfologice) sunt neeconomice; |

| - | abrevierilor literale care reprezintă primii termeni ai unor nume proprii compuse (prenume abreviate + nume de familie: I. Popescu; substantive comune + nume proprii: F. C. Argeș, I.H.R. Mangalia); |

| - | cuvintelor compuse și al grupurilor ortografice scrise cu cratimă, când locul despărțirii ar coincide cu locul cratimei: bun-gust, du-te; |

| - | notațiilor abreviate, ca 10 km, art. 3. |

| - | cuvintelor care prin despărțire ar da naștere unor cuvinte de sens diferit, opus, sau nepotrivite: ne-bun, im-posibil, pro-cur etc. |